# The Valley of Lost Hope
The Valley of Lost Hope er en amerikansk stumfilm fra 1915.

## Medvirkende
- Romaine Fielding som John Royce
- Peter Lang som James Ewing
- B. K. Roberts som Bob Ewing
- Mildred Gregory som Dora Royce
- Robin Williamson som Dick Flint